# Procatopodinae
Procatopodinae es una subfamilia de peces perteneciente a la familia Poeciliidae.

## Géneros
Tiene los siguientes géneros:
- Fluviphylax Whitley, 1965
- Hypsopanchax Myers, 1924
- Lamprichthys Regan, 1911
- Micropanchax Myers, 1924
- Pantanodon Myers, 1955
- Plataplochilus Ahl, 1928
- Procatopus Boulenger, 1904
- Rhexipanchax Huber, 1999